# Хельбиг, Курт
Курт Хельбиг (нем. Kurt Helbig, 28 июля 1901 — 30 января 1975) — германский тяжелоатлет, чемпион Европы и олимпийский чемпион.
Родился в 1901 году в деревне Рёдлиц. В 1925 году занял 2-е место на чемпионате Германии. На чемпионате Германии 1926 года занял 3-е место. В 1927 году вновь стал серебряным призёром чемпионата Германии. В 1928 году стал чемпионом Германии и завоевал золотую медаль Олимпийских игр в Амстердаме. В 1929 году занял 2-е место на чемпионате Германии и 3-е место на чемпионате Европы. В 1930 году стал чемпионом Германии и чемпионом Европы. В 1931 году опять стал чемпионом Германии, а на чемпионате Европы завоевал серебряную медаль. В 1932 году снова стал чемпионом Германии, но не смог принять участия в Олимпийских играх в Лос-Анджелесе, так как федерация не смогла оплатить ему проезд до США.
После Второй мировой войны Курт Хельбиг стал одним из основателей Национального олимпийского комитета ГДР.
В честь Курта Хельбига названа площадь в Плауэне.